# Municipio de Bensalem
El municipio de Bensalem (en inglés: Bensalem Township) es un municipio ubicado en el condado de Bucks en el estado estadounidense de Pensilvania. En el año 2000 tenía una población de 58.434 habitantes y una densidad poblacional de 1,130 personas por km².

## Geografía
El municipio de Bensalem se encuentra ubicado en las coordenadas 40°06′46″N 74°56′36″O / 40.11278, -74.94333.

## Demografía
Según la Oficina del Censo en 2000 los ingresos medios por hogar en la localidad eran de $49,737 y los ingresos medios por familia eran $58,771. Los hombres tenían unos ingresos medios de $39,914 frente a los $30,926 para las mujeres. La renta per cápita para la localidad era de $22,517. Alrededor del 6,0% de la población estaban por debajo del umbral de pobreza.